# 小林桂子
小林 桂子（こばやし けいこ、9月3日 - ）は、日本の女性声優。2023年5月31日まではパワー・ライズ（合併前はトリトリオフィス）に所属していた。アミューズメントメディア総合学院声優学科卒業。新潟県出身。

## 出演

### テレビアニメ
2014年
- 幕末Rock（おけい）
- レディ ジュエルペット（レディ・ももな）

2015年
- Go!プリンセスプリキュア（女子生徒、国語教師）

2016年
- おじゃる丸（恋占いの客）
- 魔法つかいプリキュア!（2016年 - 2025年、駅員、カタツムリニア、ドロシー、リンクルストーンの精霊 他） - 2シリーズ

2020年
- 禍つヴァールハイト -ZUERST-（ヘルマンの母親）
- D4DJ First Mix（女生徒）

### 劇場アニメ
- アタゴオルは猫の森（2006年）
- 映画 プリキュアオールスターズ みんなで歌う♪奇跡の魔法!（2016年）
- 映画 プリキュアスーパースターズ!（2018年、カタツムリニア）

### OVA
- 終末のハーレムVR（2019年、黒田マリア[21]）

### ゲーム
2012年
- PhaseD 蒼華の章（宮岸くるみ）
  - PhaseD 黒聖の章（宮岸くるみ）
  - PhaseD 朱姫の章（宮岸くるみ）

2013年
- 神咒神威神楽 曙之光（御門龍水）
- アルフヘイムの魔物使い（エキドナ）

2014年
- ウチの姫さまがいちばんカワイイ （天清龍姫 アクア・ドラゴニア、天炎龍姫 ヴォルカ・ドラゴニア、天嵐龍姫 ブラスト・ドラゴニア）
- Fate/hollow ataraxia

2015年
- アスディバインディオス（光の精霊 アイリス）
- Go!プリンセスプリキュア シュガー王国と6人のプリンセス!（マロン、アンナ）
- STELLA GLOW (ビアンカ)
- 九十九姫（子貝姫、萬川集海、屍）
- 限界凸起 モエロクリスタル（呪道士キョンシー）

2016年
- PriministAr -プライミニスター-（駒萱野）
- モン娘☆は〜れむ（ソーラ）
- りっく☆じあ〜す（えびの神酒、74式戦車 第10戦車大隊Ver）
- SPEED WITCH BATTLE 白の魔女と五つの希望（ミドロ、クンブーラ、ドント、ミンネ）

2017年
- 拡張少女系トライナリー（スウィーティメルティー）
- ラグナロクオンライン（ポリン）

2018年
- ロボットガールズZ ONLINE（くーちゃん）

2019年
- ガーディアン・プロジェクト (ジュノー、クイーン・エリザベス)
- No Straight Roads
- 偽りのアリス（ジゼル、トウカ、サーラ、ソフィア）

2021年
- ブラックサバイバル: 永遠回帰（エマ）

2022年
- 映画「五等分の花嫁」 〜君と過ごした五つの思い出〜

2023年
- Fate/Samurai Remnant（蔡玉蓮、女 若者 厳格）

### ドラマCD
2007年
- 会長はメイド様

2008年
- サナリカおはなしCDふたつめ

2009年
- Sound Drama Fate/Zero Vol.2「王たちの狂宴」（コトネ）
- 7人のツンデレ

2013年
- Sound Drama Fate/EXTRA 第一章「月の聖杯戦争」

2014年
- 「フレイム王国興亡記」ドラマCD「乙女の戦い―Sweet Girl's War―」
- 辻堂さんのドラマティックロード（葛西久美子）

2018年
- ぱらのいあけ～じ 3巻（ハハ：モブ）

2019年
- SWEETと呼ぶにはまだ早い

### 吹き替え
- 11:14（ステラ、無線の女）
- セレブリティ（ローリー・ロクサーヌ）
- 孫子《兵法》大伝（楽女）

### テレビ
- イヌゴエ

### ナレーション
- フレッツ・テレビキャンペーン（店頭MC）
- 明治ほほえみCM「らくらく家族」編（2020年）[31]

### ラジオ
- 美佳子@ぱよぱよ（2014年）
- 大橋歩夕の喫茶フェアリーテイルズ（2014年12月6日、23杯目の常連客（ゲスト））

### イベント
- Heavy Snow Presents<OOYUKI アニソンライブ!>（2012年12月16日、池袋RED-Zone）- Heavy Snow（大橋歩夕、岩﨑春奈、梅里紗生、尾崎真実、小林桂子、山村響）[32]
- Alliance vol.6-Reading Live-<一周年記念>（2013年3月28日、あさがやドラム）[33]
- Kaleido Heven Presents「ジョシリョク」Vol.1（2014年2月14日、池袋RED-Zone）[34]
- Heavy Snow Presents<OOYUKI アニソンライブ!>（2014年8月2日）[35]
- ライブ（2014年12月12日、新宿レッドノーズ）[36]
- メソッドWSオムニバス公演（2015年1月31日・2月1日、トリトリオフィス稽古場）[37]
- 咲き乱れちゃいなさい VOL.4（2015年10月23日、新宿レッドノーズ）[38]
- 大橋歩夕バースデーイベント（2017年4月30日）[39]

### シリーズ一覧
1. ↑  第1作（2016年 - 2017年）、第2作『魔法つかいプリキュア!!〜MIRAI DAYS〜』（2025年）